# Museo de Juguetes y Autómatas

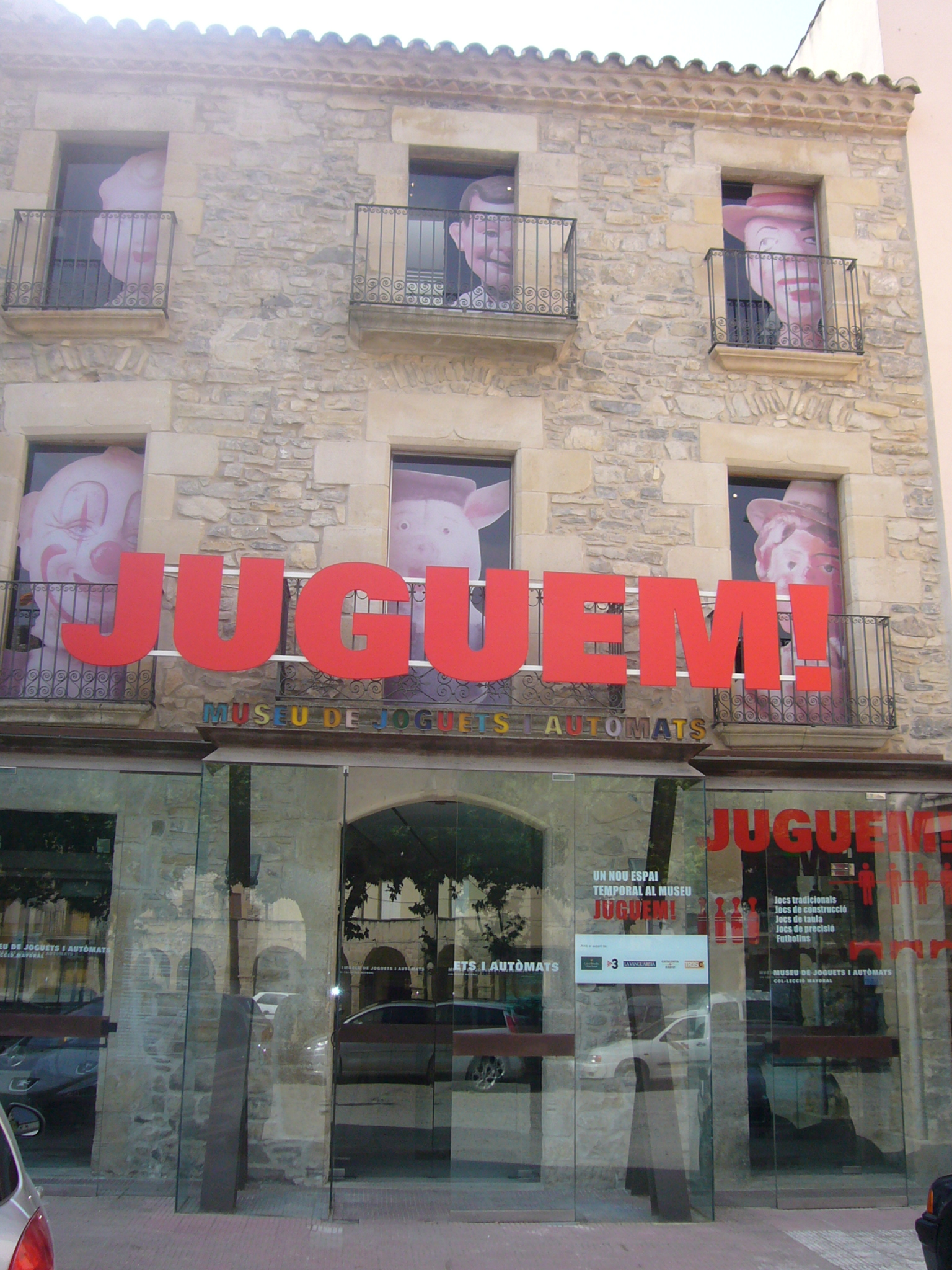
Museo de Juguetes y Autómatas

Das Museo de Juguetes y Autómatas (katalanisch Museu de Joguets i Autòmats) ist ein Spielzeug- und Automatenmuseum in der Gemeinde Verdú in Katalonien in der Provinz Lleida.

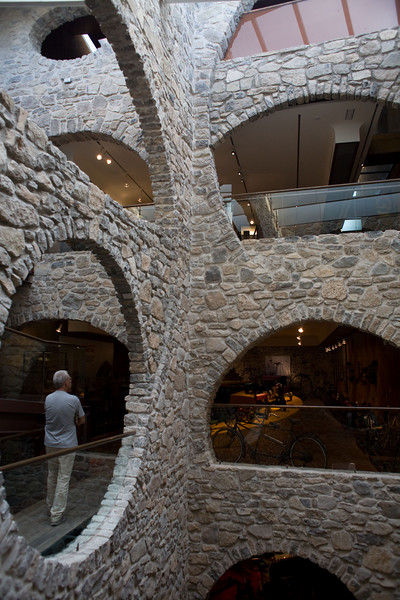
Innenansicht

Das Museum wurde im Dezember 2004 eingeweiht und basiert auf der Förderung des Verdú geborenen Kunstsammlers Manel Mayoral (* 1944), der in Barcelona eine Kunstgalerie betreibt.
Das Museumsgebäude befindet sich in einem imposanten historischen Herrenhaus mit Patio an der Plaza Mayor. Über drei Etagen werden auf einer Fläche von über 2700 Quadratmetern über 1000 Stücke, wie Fahrgeschäfte, Spielautomaten, Blechspielzeug, Tretautos, Roboter, Spiele, Roller, Fahrräder, Puppen, Plakate und historische Dokumente ausgestellt.
Ende 2013 wurde das Museum wegen Umbauarbeiten geschlossen, um u. a. Raum für zeitgenössische Kunstausstellungen zu schaffen. Im Juli 2014 wurde es mit einer Ausstellung von Werken der großen spanischen Künstler wie Miro, Picasso, Dalí, Chillida, Tàpies, Plensa, Barceló und Calder wiedereröffnet.